# Agrupación Nacional para la Democracia y el Desarrollo
La Agrupación Nacional para la Democracia y el Desarrollo (en francés: Rassemblement National pour la Réforme et le Développement) [RNRD], también conocido por Tawassoul, es un partido político de Mauritania de inspiración islamista moderada, presidido desde su primer congreso en julio de 2008 por Mohamed Jemil Ould Mansour. El partido fue legalizado después de las elecciones presidenciales de 2007.
En su declaración de principios aboga por el islam, el patriotismo, el derecho a la diferencia y el respeto de las opiniones ajenas, la democracia como mecanismo de participación política y el rechazo del extremismo.
Promueve la separación de los jueces de cualquier otra actividad, una ley de partidos políticos que evite la corrupción, una reforma de la administración pública que apoye el mérito de los funcioanrios y sancione sus faltas, la moralización de la vida pública, una política económica basada en el buen gobierno, la iniciativa privada y la concurrencia efectiva de competidores en el mercado, la erradicación de la esclavitud y la promoción de la igualdad de la mujer y la aproximaciónn al mundo árabe, rompiendo las relaciones diplomáticas que Mauritania mantiene con Israel.
Se estructura en un Presidente, máximo resprentante político, un Secretario General, un Comité Permanente como órgano ejecutivo y un Consejo Nacional, todos ellos elegidos por el Congreso del partido por periodos de cuatro años renovables.
Antes de la legalización, algunos de sus miembros, como su Presidente, se presentaron y fueron elegidos miembros de la Asamblea Nacional de Mauritania en las elecciones parlamentarias de 2006 en la candidatura de independientes Al-Mithaq, al igual que en las elecciones al Senado en 2007. En la Asamblea Nacional, el conjunto de Al-Mithaq formaba la mayoría, con 41 de 95 diputados.
Durante el golpe de Estado de 2008, el RNRD rechazó el golpe y se unió a las fuerzas políticas que apoyaron al Presidente depuesto, Sidi Ould Cheikh Abdallahi, uniéndose a otras formaciones políticas en el Frente Nacional de Defensa de la Democracia.